# Sienna (Silésie)
Pour l’article homonyme, voir Sienna.
Sienna est une localité polonaise de la gmina de Lipowa, située dans le powiat de Żywiec en voïvodie de Silésie.